# Simón Rodríguez (Táchira)
Simón Rodríguez is een gemeente in de Venezolaanse staat Táchira. De gemeente telt 2085 inwoners. De hoofdplaats is San Simón.